# ケシ
ケシ（芥子、罌粟、Opium poppy、学名 Papaver somniferum）は、ケシ科ケシ属に属する一年草の植物。
日本語の「ケシ」は英語の「poppy（）」と同義とされるが、英語では単に「poppy」といえばイギリス各地に自生しており、園芸種としても盛んに栽培されているヒナゲシ（corn poppy（））を指す。一方日本語で単にケシといった場合、それが種指定をも包含している場合はもっぱら本種を指す。英語では本種を「opium poppy（）」と呼び「poppy」とは明確に区別している。日本語でも、他の園芸用ケシ属植物と区別するため、特に本種を阿片ケシ（アヘンケシ）と呼ぶことがあり、学会などでは種小名を用いソムニフェルム種と呼ぶ。このソムニフェルム種はリンネの『植物の種』（1753年） で記載された植物種の一つでもある。
芥子という表記は本来カラシナを指す言葉であるが、ケシの種子とカラシナの種子がよく似ていることから、室町時代中期に誤用されて定着したものであるとされる。
日本では「opium poppy」など「opium」産生植物はあへん法で栽培が禁止されている種に指定されている。「opium」とはアヘン、麻薬の意味である。

## 分布
地中海地方または東ヨーロッパ原産とも言われているが、野生下にある原種が発見されていないため確証はない。

## 形態

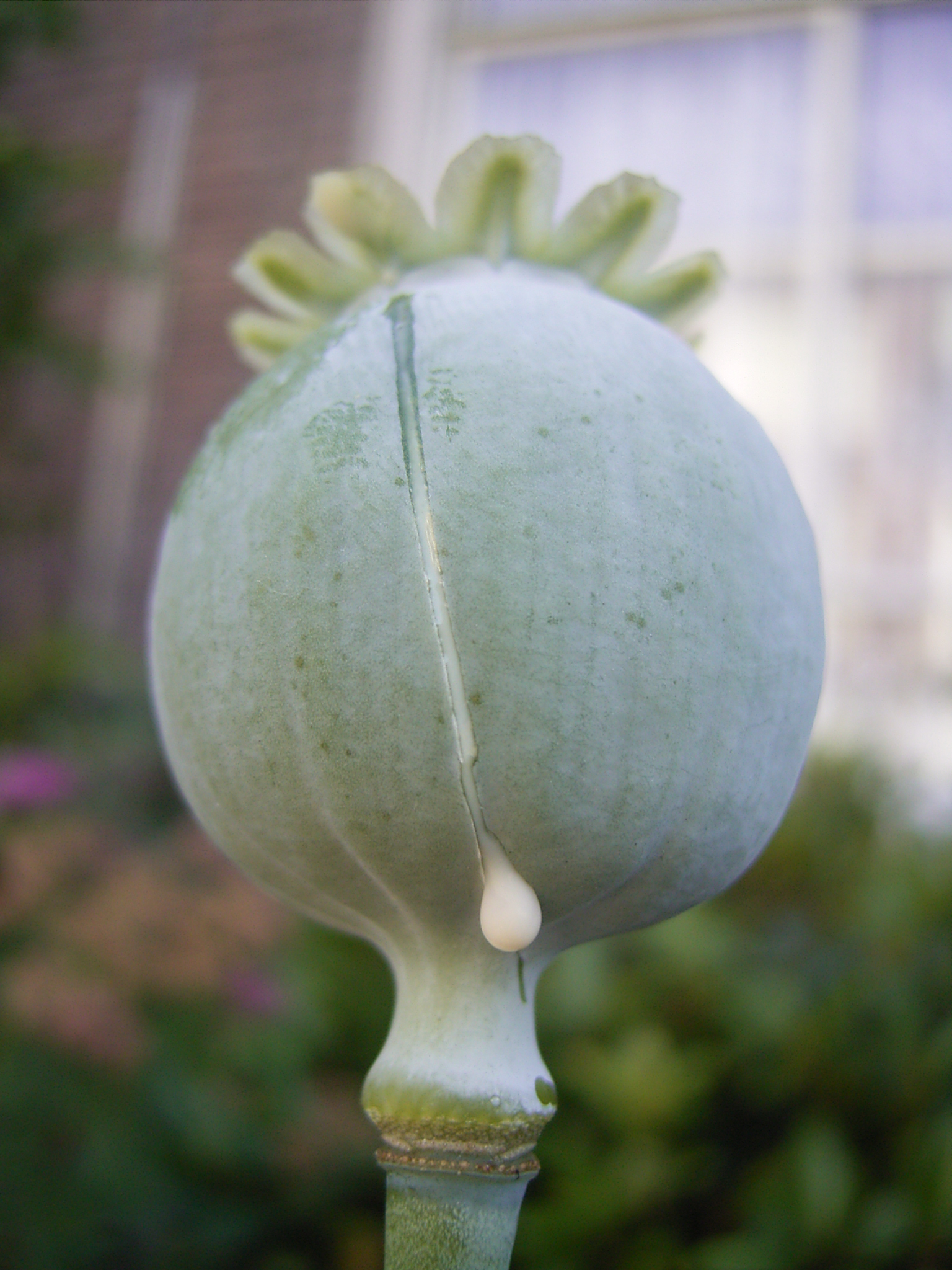
ケシ坊主（果実）に傷をつけて樹脂を採取する

草丈は1-2メートル程度で、葉の形は長楕円～長卵形で、上の葉ほど小さくなる。
葉に関して他のケシ属とは、
- 葉柄がなく茎を抱く。他のケシ属は葉柄がある。
- 切れ込みが浅く縁が波打つ。他のケシ属は深く切れ込み細かく裂けるものが多い。
- 色がロウで覆われたような緑灰色である。他のケシ属は緑が鮮明なものが多い。
- 表も裏もほとんど無毛である。葉に限らず、本種はほぼ無毛である。

といった点で区別できるが、これらの特徴は品種によってかなり差がある。
播種後半年ほどで開花する。通常は前年の秋に播種するので開花期は4-6月頃になる。花は茎の先端に一つだけ付き、つぼみのときは下向きで開花と同時に天頂を向く。また2枚ある萼（がく）は開花と同時に脱落する。一日花であり翌日には散る。大きさは10-15cmと草丈に比較して大きく、悪臭がある。花弁は一重咲きの品種では4枚で、色は基本色として紅、白、紫があり青と黄はない。単色の品種も多いが、観賞用園芸品種はこれらの中間や、これらが混じった「絞り」など様々な変化を見せ観賞用園芸品種はモルヒネアルカロイドの含む量を極端に少なくまたは含まなくされており、アヘンアルカロイドの採取は不可能である。但し日本ではモルヒネを含まない観賞用園芸品種の栽培も禁止されて居る。ケシのOpium poppyは基本色に黄を欠くことから、他のヒナゲシ(poppy)アザミゲシ等には多い、黄や橙色系の花を作ることは不可能である。八重咲きの観賞用園芸品種では花弁の縁が細裂するものがある。なおアヘン採取用の薬用に品種改良されたOpium poppyはどれも一重咲きである。

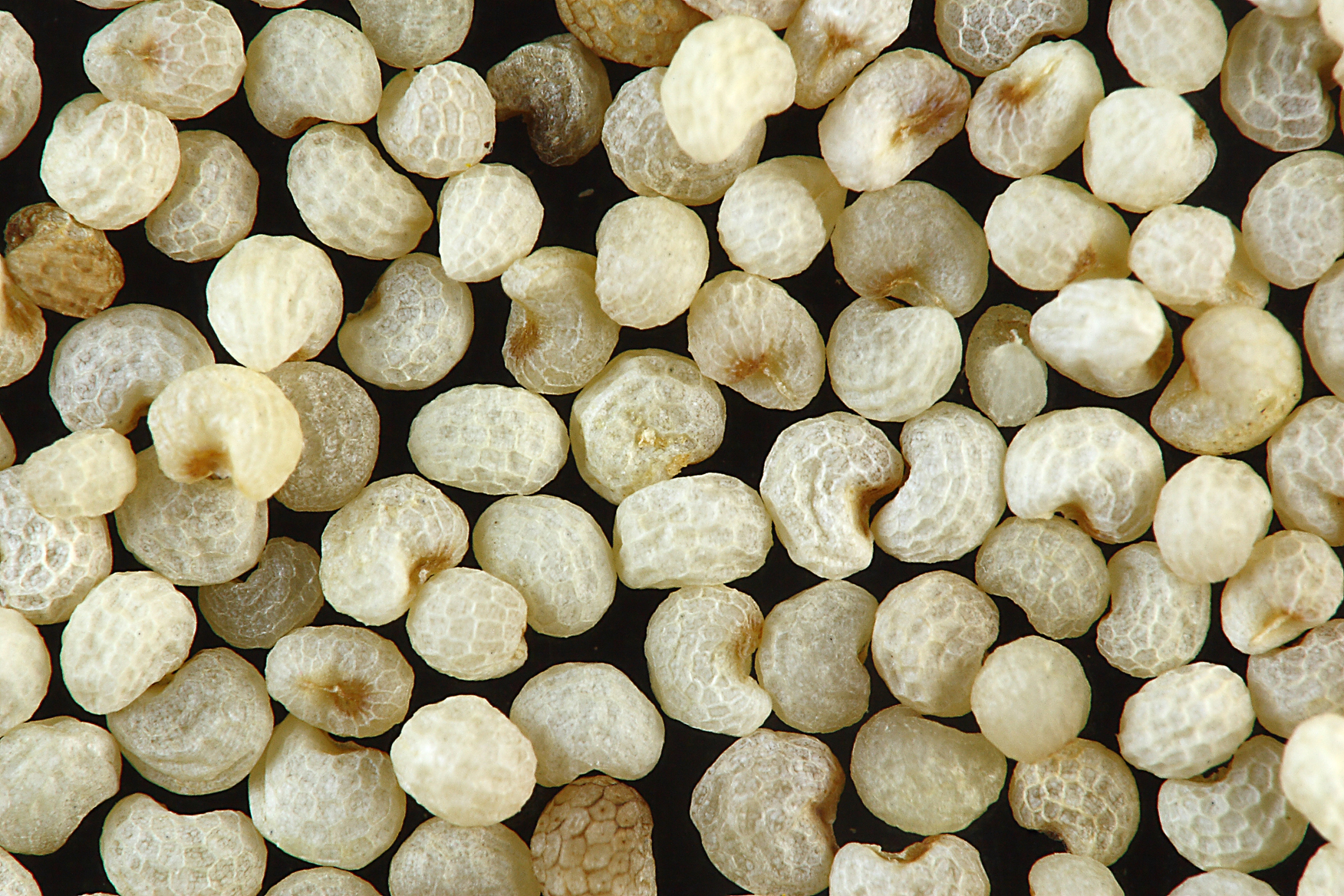
種子

花が枯れて数日すると、芥子坊主と呼ばれる独特の形の鶏卵～握りこぶし大の果実を実らす。この芥子坊主の形も品種によって真球に近い球形や楕円球形と、様々に変化する。八重咲きなどの観賞用園芸品種も結実するが、実の大きさやモルヒネ含有量は薬用のアヘン採取用の品種には遠く及ばず、ほとんどまたは全く含まれないので採取不可能である。だが、どの観賞用園芸品種も未熟果の表面に浅い傷をつけると白い乳汁を滲出する。薬用品種では麻薬成分であるモルヒネを含む白色～淡紅色の乳液が浸出し、しばらくすると粘性を示し黒化する。これをへらでかき集め乾燥したものが生アヘンである。果実が熟すと植物体は枯死し、熟した果実の天頂に穴があき、径 0.5mm に満たない微細な種子が飛び出す（非常に細かい物を「ケシ粒のような～」と表現するのは、これが由来）。種子は腎形であり、表面には網目模様があるが、肉眼では確認しにくい。色は品種により白から黒まで変化するが、食用に売られているものは象牙色と黒が多い。

## 亜種及び品種
非常に古くから栽培されているだけあって、数多くの亜種や品種がある。下記は一部。

### アヘン採取目的の亜種
世界各地の気候に合わせた、以下の基本六型がある。各亜種の中にさらに様々な品種がある。
亜熱帯気候型
P. somuniferm ssp. indicum
インド系統種とも言う。アヘン採取用の品種はほとんどが白い花を咲かせるが、この種は赤い花を咲かせる。果実は小さく楕円球形、もしくは広楕円球形。

小アジア気候型
P. somuniferm ssp. anatolicum
トルコ系統種ともボスニア種とも言う。花は白か、または青紫色を帯びる。果実は大きく扁球形、もしくは卵形。

中央アジア気候型
P. somuniferm ssp. centra-asiaticum
イラン系統種、イラン種などとも言う。英語では Persian White などと称される。果実は小さく、球形もしくは卵形。

天山気候型
P. somuniferm ssp. tianshanicum
広楕円球形の大きな果実を稔らす。

北方気候型
P. somniferm ssp. eurasiaticum
果実は大きく卵形もしくは球形。

蒙古気候型
P. somuniferm ssp. mongolicum
果実は大きく球形もしくは卵形。日本で大正から昭和の初めにかけて品種改良された一貫種もここに分類される。

### 観賞目的の園芸品種

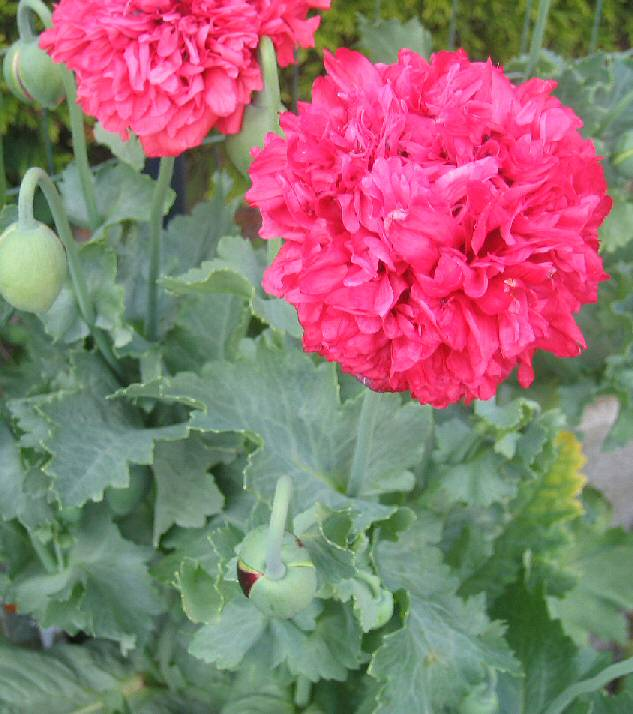
ボタンゲシ
P. somniferum var. paeoniflorum
P. somniferum var. laciniatum
八重咲きの品種で、ボタンに似た非常に華やかな花を咲かせる。日本にはアヘン採取用のケシと同時期に渡来し、浮世絵などにも好んで描かれた。
var. paeoniflorum と var. laciniatum では形態が異なり、後者は花弁が糸のように細く裂けるが、日本ではあへん法により栽培が禁止され、園芸種としての命脈が絶えたこともあるので、和名では区別していないようである。
日本国外では種小名の somniferum を略して販売するところもあるので、海外旅行の際、あるいはインターネット等による通販で知らずに種子を購入し、栽培後にあへん法違反で摘発される（発見した警察官に摘み取り・焼却処分を命じられる）ことが多い品種でもある。
デニッシュフラッグ Danish Flag
日本国外で観賞用に品種改良され開発された品種で、赤地に白い十字模様の入った花弁の縁が細く裂けるといった、凝った一重の花を咲かせる。その様相がデンマークの国旗に似るので、この品種名が付いたものと思われる。ただし P. somniferum であるため、日本では栽培できない。観賞用の品種はアヘンアルカロイド、モルヒネ物質は含有料は少なくされ、採取不能であるが、一般に見分けが難しいのと、敗戦時に麻（あさ）マリファナを含むので、繊維用に栽培して居たがGHQに指摘されたため、全て栽培を禁止する約束となったので、それまでは栽培されて居た観賞用園芸品種（モルヒネは少なく採取不能品種）も栽培を禁止する事になった。

## 人間との関係

### 用途

#### 医薬品、麻薬原料
本種の未熟果に傷をつけると出てくる乳液からアヘンが穫れ、それから精製されるモルヒネや、モルヒネを化学的に変化させたヘロインは法律上麻薬に指定されている。ヘロインは完全な違法麻薬だが、医療麻薬のモルヒネは鎮痛鎮静剤として医学・薬学的に重要で、特にがん患者の激痛緩和や麻酔科、ペインクリニックでの治療に不可欠であり、医師の処方に依る適切な使用に基づけば依存症に陥ることはない。

#### 食用
種子は煎ると香ばしく、あんパンやケーキに振り掛けたり、七味唐辛子に混ぜたりするなどして使われる。和菓子のけし餅、松風には必須の材料である。中央ヨーロッパから東ヨーロッパではポピーシードで作った餡状のペーストをシュトゥルーデル、シュトレン、パイ、ハマンタッシェンなどの菓子のフィリングとしてよく用いる。モルヒネの含まれていない品種は特にポーランド料理ではマコヴィエツなどのパンやケーキに大量に用いられることが広く知られている。東インドでは、種子をすり潰して煮込み料理に加える他、ケシの実のチャツネも作られる。
栽培品種にもよるが、種子にはモルヒネが含まれていないか、含まれていてもごく微量である。長年にわたって食用に供されてきた歴史があるため、普通どの国においてもポピーシードは規制対象となっていない。日本においても、あへん法では種子は取り締りの対象から外されており、ゆえに所持していても法的には問題にならない。しかし発芽すると法に触れるので、日本で販売されているケシの種子は、加熱による発芽防止処理が施されている。
例外としてシンガポールのように、微量であってもモルヒネが含まれていることを問題視し、ポピーシードの使用そのものを禁止している国もある。またアメリカ合衆国には、ポピーシードを材料に用いた食品を食べたあとに、尿検査で陽性反応が出て解雇された、という事例がある。
また、種子には多量の油分が含まれているため、これを絞った芥子油（ポピーシードオイル）も食用や石鹸の製造、油彩画の絵の具を溶く描画油に使われる。けし油は植物油としてはかなり高価な部類に入るので、一般的には食用よりはむしろ描画油として使用される。

### 栽培

#### 栽培法
ケシは移植することができないので、直播しなければならない。あぜ幅50cmに作り、9月下旬、10アール当たり180mlの割合で種子を播く。翌春、間引きして株間約10cmとする。5月上中旬に開花。花弁が落下し数日を経て子房が十分に発育した頃、子房の立隆線に沿って浅く切り傷をつけ、アヘンを採取する。

#### 栽培の歴史
栽培植物としての歴史は古く、紀元前5000年頃と考えられるスイスの遺跡から本種の種子が発見されている。四大文明が興った頃には既に薬草として栽培されていたとされ、シュメールの楔形文字板にも本種の栽培記録がある。本種の薬用利用はそこから古代エジプトを経て古代ギリシアに伝わったと考えられ、ローマ帝国を経てヨーロッパ全土に広まった。その間に帝国の退廃を映して利用法も麻薬用へと変貌を遂げ、大航海時代を経てアヘン原料として世界各地に広まった。特にイギリスは植民地であったインドで本種の大々的な栽培を行い、生産されたアヘンを清へ輸出して莫大な利益をあげた。
日本では、室町時代に南蛮貿易によってケシの種がインドから津軽地方（現在の青森県西部）にもたらされ、それが「ツガル」というケシの俗称となったという伝承がある。その後現在の山梨県、和歌山県、大阪府付近などで少量が産出されたがいずれも少量で高価であり、用途も医療用に限られていた。明治の半ば、大阪府の農民二反長音蔵がケシ栽培を政府に建白。地元の大阪府三島郡で大規模生産に乗り出すとともに、品種改良に尽力し、モルヒネ含有量が既存種の数倍に達する一貫種と呼ばれる優良品種を作出した。日本は台湾統治開始後、台湾においてアヘンの製造と消費が一大産業になっていることを知った。台湾総督府衛生顧問だった後藤新平は台湾のケシ栽培を課税対象とし、段階的に課税を厳格化することで、40年をかけ台湾のケシ生産を消滅させた一方で内地では二反長音蔵のケシ栽培を積極的に後援し、日本国内のアヘンの生産と台湾への輸出・販売を台湾総督府の専売制とし、莫大な利益を得た。1935年頃には全国作付けが100haに達し、5月の開花期には広大なケシ畑に雪白の花が広がり、非常な壮観を呈した。当時のアヘン年間生産量は15tに達し、全国産額の50%は和歌山県有田郡で、40%が大阪府三島郡がそれぞれ占めた。昭和に入ると日本は日本統治時代の朝鮮や満洲の一部（熱河省。現在の河北省、遼寧省、内モンゴル自治区の一部）でケシ栽培を奨励し、第二次世界大戦中は満洲国、蒙古聯合自治政府、南京国民政府などで大規模栽培を行い、生成されたアヘンに高額の税をかけ戦費を調達した。太平洋戦争後の1946年、連合国軍最高司令官総司令部（GHQ）がモルヒネ物質が少なく採取不能な観賞用園芸品種を含めてケシの栽培禁止を命令し、国内で生産と観賞用園芸品種の栽培は途絶えた。更にあへん法が1954年に制定され、翌1955年から薬用、研究用の栽培は再開された。しかし戦前のような大規模栽培は復活することなく、現在の栽培量は実験室レベルに留まっている。モルヒネ物質をほとんど含まず、採取不能な観賞用園芸品種の栽培も、そのまま禁止されたままである。

#### 栽培の現状
多くの国がケシ栽培に何らかの規制をかけている一方で、園芸用としてのケシ栽培については規制していない国も多い。アメリカ合衆国ではモルヒネ原料となる種を含むケシの栽培も種子の販売も自由で、ネット通販で種子を安価に購入できる。英国などヨーロッパでは、一面に咲きほこるケシ畑が春の風物詩になっている。なお、先進国においては乾燥させた本種の植物体を有機溶媒に浸してアルカロイド成分を浸出させる方法で効率的にモルヒネを回収している。原始的なへら掻きによる採取は、モルヒネの回収率が非効率なこともあり、形としてアヘンを生産する必要のあるアヘン輸出可能国か、非合法生産下でしか行われていない。現在、国際条約下でアヘンの輸出可能な国家はインド、中華人民共和国、日本、北朝鮮の4ヶ国に限定されているが、現在も輸出を継続しているのはインドのみであるため、国際条約下においては、インドが本種の最大の栽培地といえる。このほか国際的に紛争が起きている地域で、住民が手っ取り早く現金収入を得るために国際条約を無視して本種を栽培するケースが多い。旧ソ連の中央アジアや、長年内乱が続いたアフガニスタン、カンボジア、中米などが新たな非合法栽培の中心地となっている。このケースにおいて、20世紀に非常に有名だったのが、いわゆる黄金の三角地帯（ゴールデントライアングル）としても知られるミャンマー・タイ・ラオスの国境にまたがる地域であるが、2002年以降は同地域での紛争が沈静化し、ようやく同地の支配権を確保できた政府によって他の換金作物への転作が奨励されるようになったため、低調化している。ミャンマーでは政府や国連薬物犯罪事務所が代替作物としてコーヒー栽培への転換を進めており、仕入れなどで外国企業も支援している。
21世紀に入ってから条約無視の不法ケシ最大生産国はアフガニスタンで、2014年時点で全世界生産量の70%が同国産となっており、タリバンなど同国反政府組織の重要な資金源となっている。国連薬物犯罪事務所の発表では、2013年の世界の不法なケシの作付け面積は約29万7000ヘクタールに及ぶ。
日本でも、あへん法によってアヘンやモルヒネに対する規制がかけられている。同法は太平洋戦争前の満州や朝鮮で大規模に行われた戦費調達のためのアヘン生産の反省に基づき、国内での大規模栽培を例外なく禁止する意図の元に策定されているため、その内容は他国に比較して非常に厳しい。現代の日本において、あへん法に基づく栽培許可を受けるには、栽培地の周囲に二重の金網を張り巡らせ門扉には施錠する、夜間はレーザーセンサーを用いて警備するといった非常に厳しい条件を満たさなければならず、実際に許可を得て栽培しているのは国や地方自治体の研究機関や、薬科大学や総合大学の薬学部の薬草園（東京都薬用植物園、日本大学薬学部や京都薬科大学の付属薬用植物園など）、および国の研究機関から委託されて栽培している数軒の農家が北海道にあるだけで、国内のアヘン生産量は実験室レベルに留まっている。これではとても国内需要を賄えないため他国からアヘンを輸入している。一方、前述した個人輸入や他の植物に種子が付着して（ケシとは知らずに）日本で栽培・自生してしまう例が少なからずある。知らずに栽培されている観賞用園芸品種はソムニフェルム種であっても、モルヒネアルカロイドはほとんど含まず、採取不能であり、むしろ野生化したアツミゲシやハカマオニゲシの方がモルヒネアルカロイドを多く含むが、日本ではGHQの命令から続く法律で、栽培は禁止されたままとなっている。ポピーの栽培で綺麗で観たことがない場合、花の形が似ているが、ヒナゲシやオニゲシではなくケシの場合があるので、通信販売で種子を購入する場合には注意が必要である。

### 逸話
ギリシャ神話では、眠りの神ヒュプノスがケシとの関係が深い。女神ヘラーの命令で、女神イーリスがヒュプノスを訪ねたところ、ヒュプノスの宮殿のまわりには、おびただしい数のケシが咲いていた。地上に闇が迫ると、ヒュプノスは、その花を摘み取り、地上一面にまき散らして、生き物をすべて眠らせていた。
豊穣の神ケレースは、疲れがつのり、本来の仕事である農作物の世話に身が入らなくなった。これでは農作物がだめになると危惧した眠りの神ヒュプノスが、ケレースをぐっすりと眠らせた。十分に休息をとったケレースは張り切って仕事にいそしみ、農作物は助かった。それ以来、ケレースは自分のかぶる穀物の花輪にケシの花をからませるようになったという。
けしは別名「赤い雑草」。この花が咲くと畑が荒れる。しかも根絶は難しいと農民の嫌われ者だった。植物学の祖リンネによれば1つの花で3万2千個の種子を作る。多産の象徴でもある。

## アヘン法等により他に栽培が禁止されている仲間
ソムニフェルム種の他にはアツミゲシなどのセティゲルム種が規制対象。
アツミゲシ Papaver setigerum
アフリカ原産。ケシの亜種と考えられていたが、染色体を調べた結果別種と判明。ケシよりは小型。1960年代に渥美半島で初めて帰化が確認されたことから命名された。今では日本全国に広がっている。花は薄紫色で、基部は濃紫色。本種からアヘンが生成された記録はなかったが、世界における栽培の現状で述べられている有機溶媒を使用した化学的手法によって本種からもアルカロイドの抽出が可能である。
ハカマオニゲシ Papaver bracteatum
ペルシャ原産。花びらの下にハカマとよばれる小葉が付く。花は深紅で、基部に黒い斑点がある。麻薬類似成分であるテバインを含むため、麻薬及び向精神薬取締法により麻薬原料植物に定義されており、栽培が禁止されている。
オニゲシ (P. orientale) によく似ているが、オニゲシに花の基部に大きな托葉はないなどの点で区別できるとされるが、同じ特徴の品種があるので、見分けが非常に難しい。
なお、これ以外のヒナゲシなどの観賞用のケシは、麻薬成分を含まないので栽培しても問題は無い。
見分け方などについては、群馬県HP、東京都健康安全研究センターなど、行政各所で説明が行われている。日本において、これらケシが自生しているのを見つけた場合は抜かずに厚生労働省麻薬取締部、自治体の薬務課、最寄りの警察署などに通報することとしている。

## ケシをモチーフとした作品
- 悪の華 - ボードレールの詩集。「悪の華」とはすなわちケシであるという説がある。
- 赤い花 - ロシアの作家、フセーヴォロド・ガルシンの短編小説。「赤い花」は罌粟の花の事で、罌粟の赤い花を悪魔だと思い込んだ精神病患者が、苦労の末に病室を抜け出して花を摘み取り、そのまま絶命するまでを淡々と描いている。寡作だったガルシンの代表作。
- けしの花 - 日本の伝統音楽である地歌の楽曲。はかないけしの花に女性をなぞらえて恋心をうたっている。
- ザ・クイズショウ - 日本テレビ系列のドラマで、第2シーズンの劇中に登場。ヒナゲシのコインや絵本、ヒナゲシ畑など。
- 罌粟の中 - 横光利一の小説。主人公の梶が旅するハンガリー郊外の提に罌粟が生い茂っており、小説の表題となっている。1944年作。
- 犬神家の一族（1976年の映画）- 犬神佐兵衛が巨万の富と犬神財閥を成した基として登場。かつての軍部によって銃や爆弾に匹敵する兵器として使用された。
- 満州アヘンスクワッド - 2020年より講談社の漫画アプリ・コミックDAYS連載中の漫画。日中戦争直前の満州でケシと阿片密造に手を染めた若者達が裏社会でのし上がっていく様子が描かれる。
- ポリスノーツ - 1994年にPC-9821用としてリリースされたパソコンソフト。作中にNARC（ナーク）と呼ばれる合成麻薬を精製できる黒ケシ(ブラックポピー)が登場する。